# Lymantria ganaha
Lymantria ganaha är en fjärilsart som beskrevs av Swinhoe 1903. Lymantria ganaha ingår i släktet Lymantria och familjen tofsspinnare. Inga underarter finns listade i Catalogue of Life.